# Rocinejo
El río Rocinejo es un corto río del sur de Andalucía, un afluente del río Barbate que discurre por la provincia de Cádiz. Tiene una longitud de 21 km.

## Curso
Nace en una zona de terrenos oligocénicos, la garganta del Montero, a 760 m s. n. m. y a unos 12 km al noroeste de Alcalá de los Gazules. Pasa a desarrollarse en tierras eocénicas y, finalmente, en su afluencia al río Barbate discurre por terrenos cuaternarios.
Tiene fuerte pendiente en su tramo alto, llegando al 20% en la cueva del Zapato. Desemboca en el río Barbate, cerca de la población de Pagana. Sus afluentes son el arroyo de Patrite, la garganta del Espino, el arroyo de la Molineta, el arroyo del Zapato y el arroyo de Puerto Higuerón.
Aparece descrito en el decimotercer volumen del Diccionario geográfico-estadístico-histórico de España y sus posesiones de Ultramar de Pascual Madoz de la siguiente manera:

ROSINEJO: riach. en la prov. de Cádiz. Nace en la sierra de Alcalá y despues de reunírsele varias gargantas con cuyas aguas muelen varios molinos, desagua en el Barbate.
(Madoz, 1849, p. 576)